# Suzuki Dzire
Suzuki Dzire (стилізований DZire, раніше відомий як Suzuki Swift Dzire), тепер відомий як Suzuki Swift Sedan у Колумбії та Гватемалі, — це субкомпактний седан із заднім ходом, який виготовлявся Suzuki переважно для індійського ринку з 2008 року. Він був розроблений як седан варіація хетчбека Swift.
Dzire був випущений у 2008 році й базувався на хетчбек Swift першого покоління. Він був представлений як субкомпактний седан для індійського ринку, щоб запропонувати автомобіль, схожий на седан, у меншому розмірі. Пізніше, щоб отримати податкові пільги, які пропонуються автомобілям довжиною менше ніж 4 метри в Індії, його переобладнали в седан менш як 4 метри.

## Перше покоління (2008)

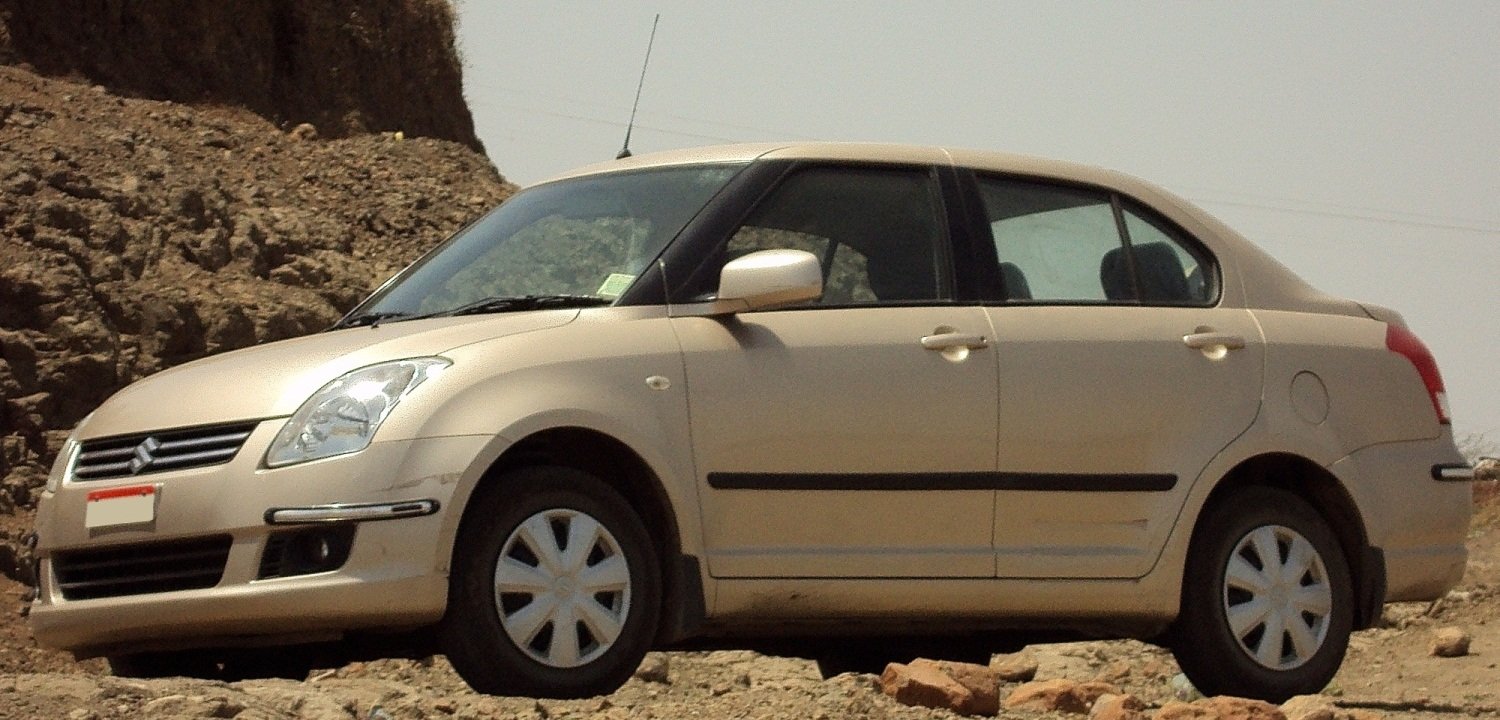
Suzuki Swift Dzire 1

Swift Dzire був представлений з 1,3-літровим бензиновим двигуном і 1,3-літровим дизельним двигуном від Fiat. Відповідно до норм викидів BS IV у 2010 році компанія Maruti замінила бензиновий двигун на 1,2-літровий двигун серії K.
Це покоління було припинено у 2012 році для звичайних покупців, але продовжувалося вироблятися до 2016 року для операторів автопарків як Swift Dzire Tour.

## Друге покоління (2012)

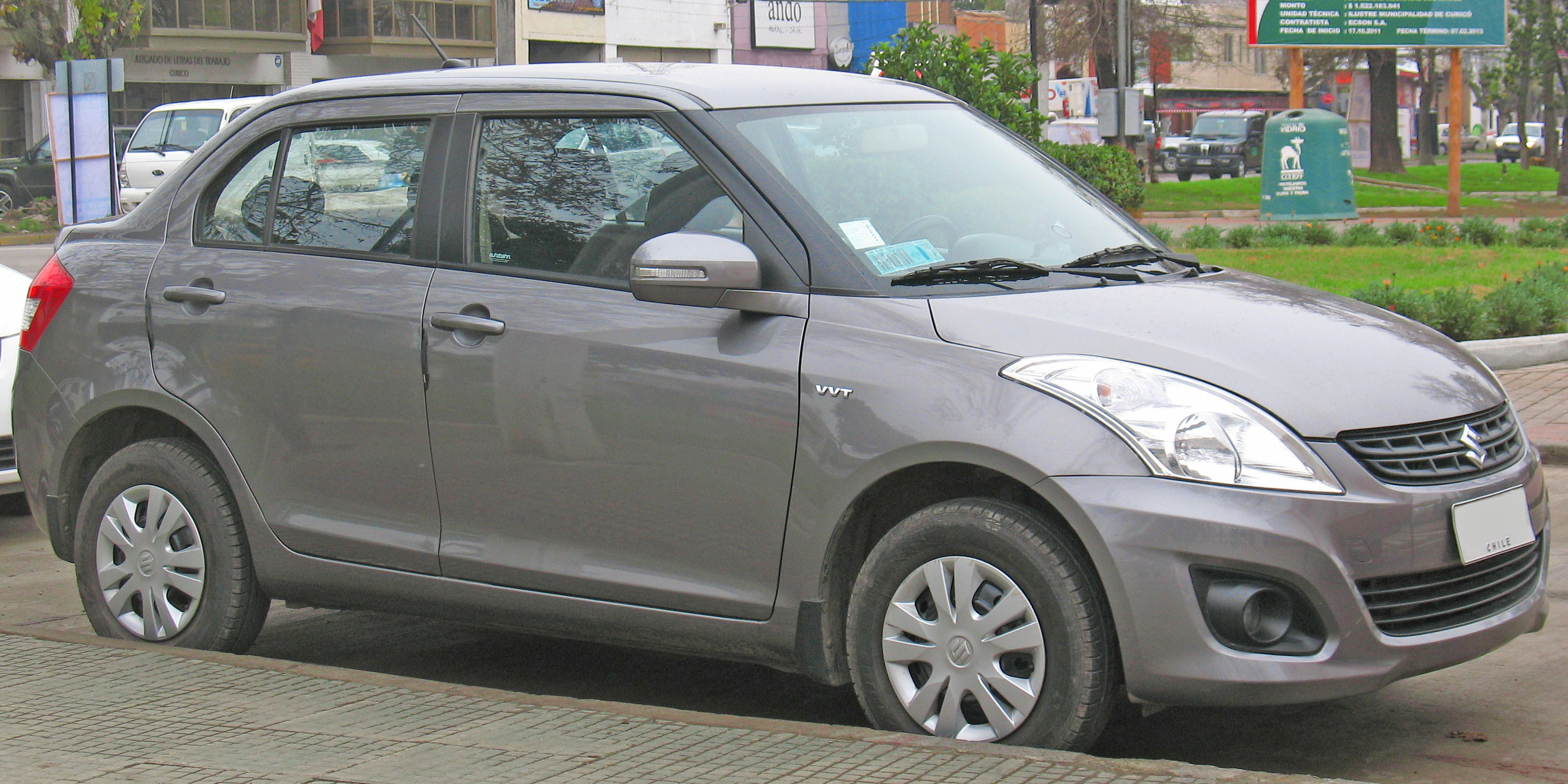
Suzuki Swift Dzire 2

Друге покоління Swift Dzire базувалося на хетчбек Swift другого покоління. Це оновлення було дуже важливим, оскільки його довжину було зменшено до чотирьох метрів, щоб отримати податкові пільги, які пропонуються для автомобілів менш як 4 метри. Було представлено 1,2 л бензиновий двигун серії K і турбодизельний двигун 1,3 л DDiS. Варіант чотириступінчастої автоматичної коробки передач був доступний лише в комплектації VXi.
Оновлений Swift Dzire 2015 року був визнаний найекономічнішим дизельним автомобілем в Індії.
Maruti Suzuki випустила DZire ZDi з автоматичним перемиканням передач (AGS) у січні 2016 року. 5-ступінчаста автоматизована механічна коробка передач (AMT) працює в парі з 1,3-літровим турбодизельним двигуном DDiS.
Друге покоління Dzire все ще доступне в Індії для операторів автопарків як Dzire Tour S до 2023 року. Спочатку також був доступний 1,3-літровий турбодизель, але потім у квітні 2020 року його припинили через впровадження стандарту викидів BS6. На цей час доступні лише 1,2-літрові бензинові двигуни та двигуни на стисненому природному газі в парі з 5-ступінчастою механічною коробкою передач.

## Третє покоління (2017)

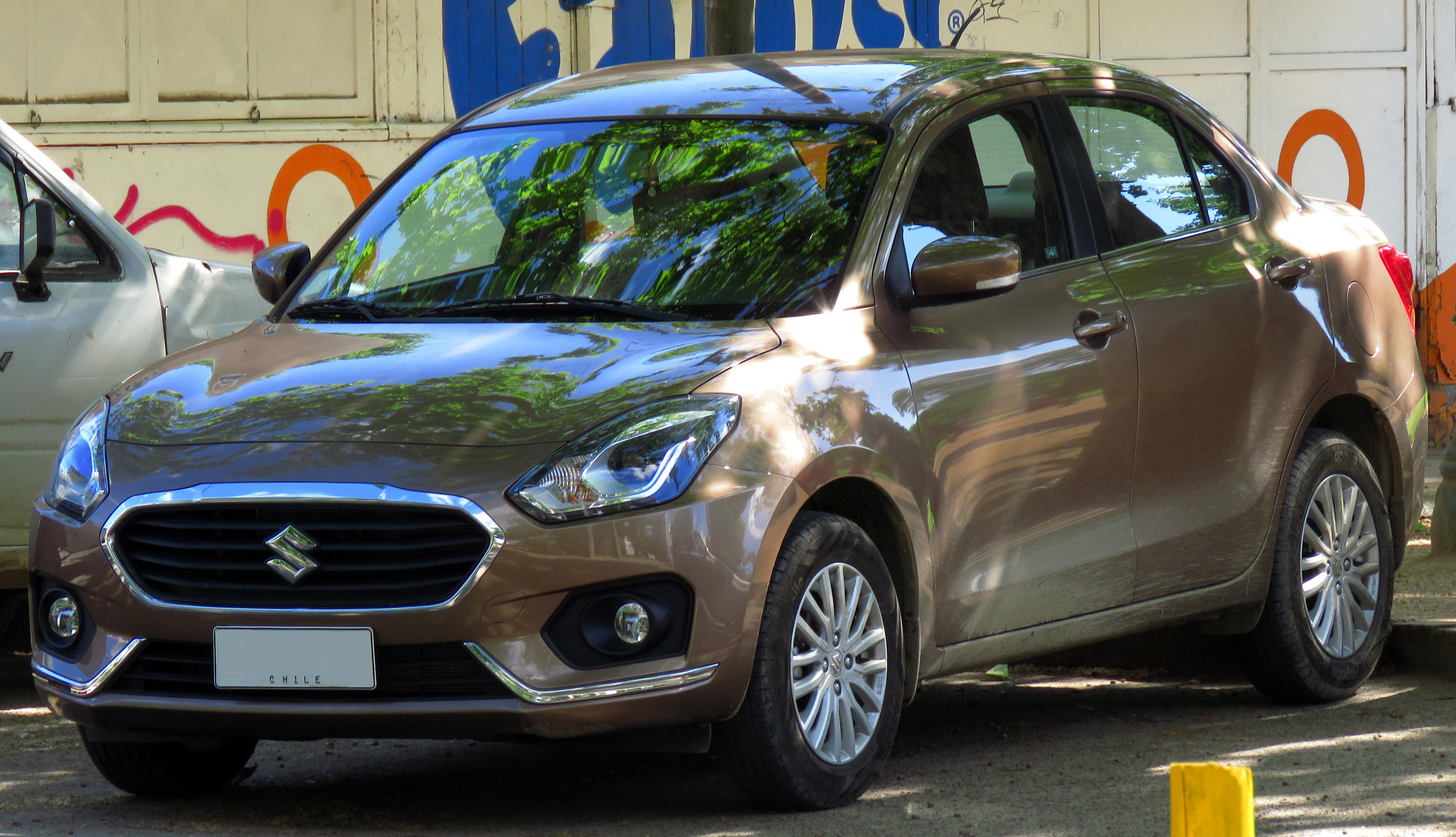
Suzuki Dzire 3

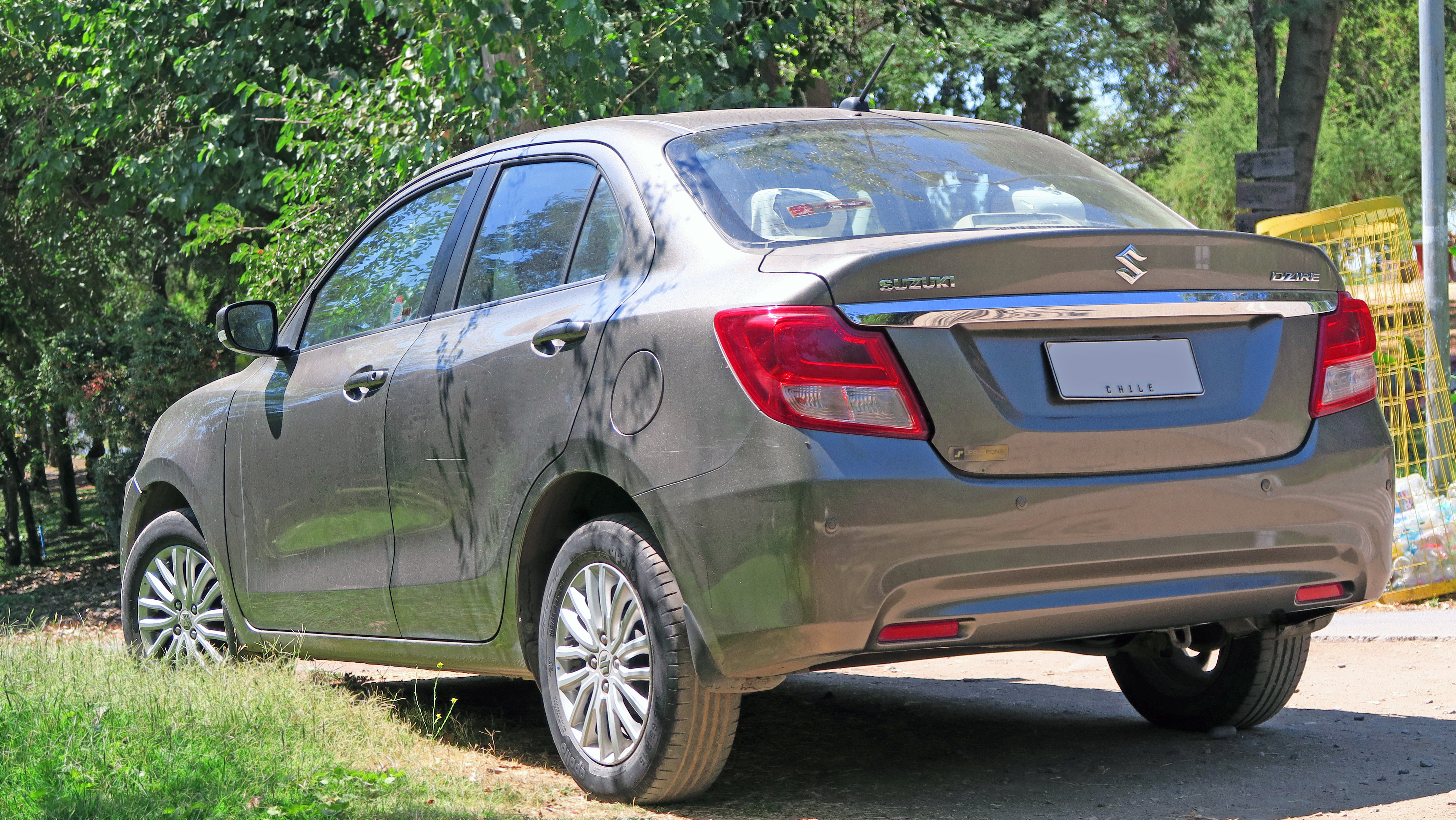

Maruti Suzuki випустила третє покоління седана Dzire в Індії 16 травня 2017 року. Третє покоління базується на третьому поколінні Suzuki Swift. Проте вперше за всю історію він вилучає табличку з назвою «Swift» (за винятком Колумбії та Гватемали, де він продається як Swift Sedan). Dzire другого покоління продовжували виробляти та продавати ексклюзивно для операторів автопарків в Індії, перейменувавши під марку Dzire Tour S.
Він побудований на платформі HEARTECT, у конструкції якої використовується сталь із надвисоким розтягуванням і високою міцністю, щоб не включати структурну жорсткість. Попри те, що він легший, Suzuki стверджує, що транспортний засіб відповідає нормам щодо фронтального та бічного зіткнення, а також відповідає нормам безпеки пішоходів. Автомобіль також ширший і пропонує більше простору для пасажира. Suzuki також стверджує, що третє покоління Dzire має на 55 мм більше місця для ніг ззаду, ніж у попередньої моделі. Крім того, обсяг багажника було збільшено до 378 літрів (13,3 кубічних футів).
Він має повністю оновлений зовнішній дизайн кузова з особливим акцентом на передній частині. Він має оновлену велику шестикутну решітку радіатора в передній частині, оточену абсолютно новими проекторними фарами та смугою світлодіодних ДХО, розташованих на панелі. Тіло втрачає свою надмірну опуклість і виглядає чистішим, ніж раніше.
Варіанти двигунів, які пропонуються на момент запуску, включають 1,2-літровий двигун K12M потужністю 82 к.с. (83 к.с.; 61 кВт) і 113 Н⋅м (83 фунт⋅фут; 12 кг⋅м) крутного моменту, тоді як дизель отримує 1,3-літровий D13A. Двигун DDiS потужністю 74 к.с. (75 к.с.; 55 кВт) і крутним моментом 190 Н⋅м (140 фунт⋅футів; 19 кг⋅м). Обидва двигуни можуть бути оснащені 5-ступінчастою механічною або 5-ступінчастою AMT. Бензинові моделі розраховані на 22 км/л (4,5 л/100 км; 62 милі на галон-імп; 52 милі на галон-США), а дизельні моделі – 28,40 км/л (3,521 л/100 км; 80,2 милі на галон-імп; 66,8) mpg‑US) у відділі економії палива.
Оновлена модель з’явилася в березні 2020 року. Вона оснащена оновленою передньою частиною з ширшою решіткою радіатора та сучасним дерев’яним інтер’єром, а також новими функціями, такими як круїз-контроль і VSC (лише AMT). Для індійського ринку використовувався більш допрацьований бензиновий двигун 1,2 л K12N Dualjet, який замінив попередні бензинові та дизельні двигуни. Варіант CNG двигуна K12N був запущений на ринок Індії в березні 2022 року.

## Четверте покоління (2024)

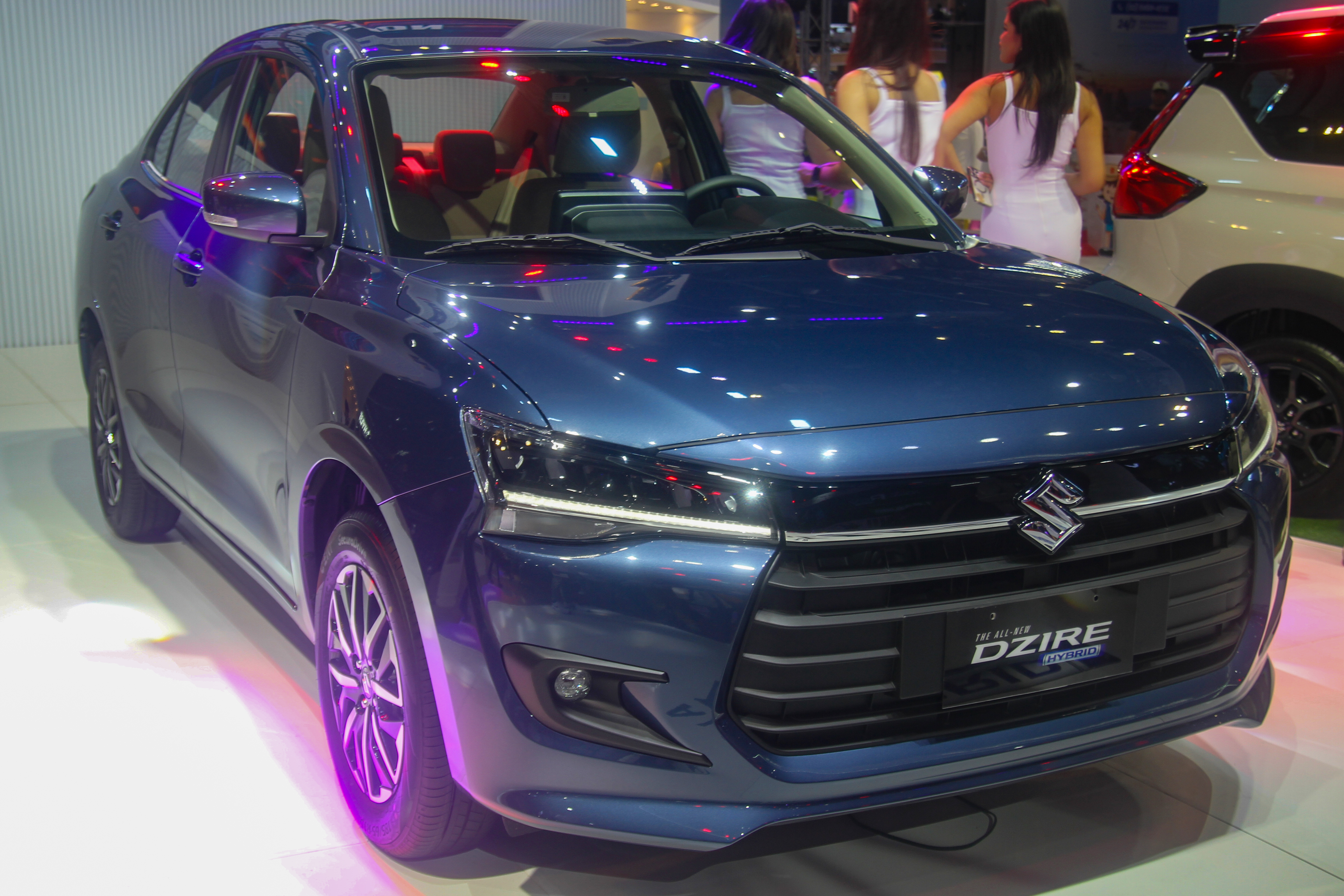
Suzuki Dzire 4

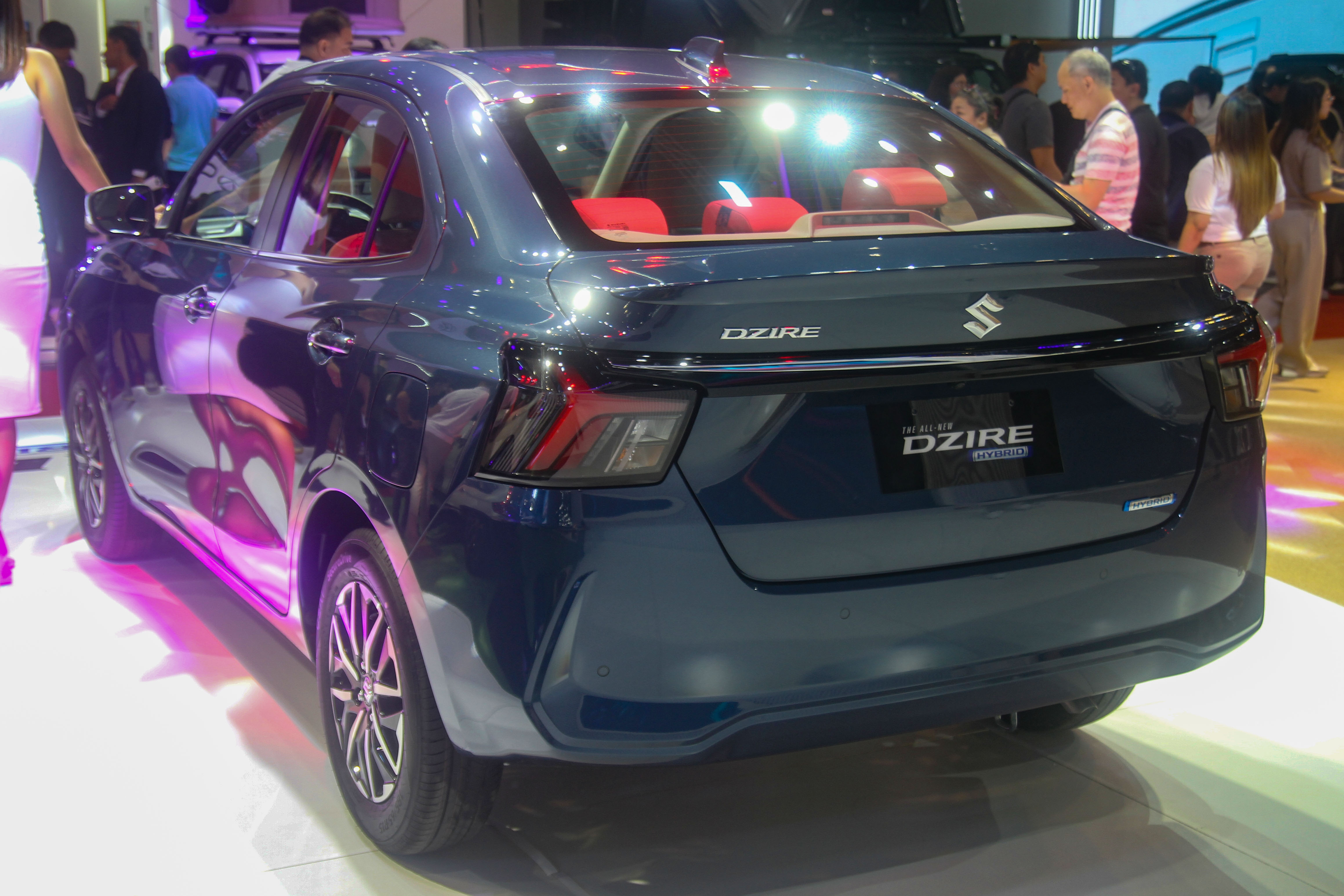

11 жовтня 2024 був представлений новий Dzire. Седан у четвертому поколінні отримав новий дизайн. Автомобіль побудований на платформі та агрегатах хетчбека Suzuki Swift.

### Безпека
Четверте покоління Maruti Suzuki Dzire для Індії стало першим автомобілем Maruti Suzuki, який отримав 5-зірковий рейтинг безпеки для дорослих та 4-зірковий рейтинг безпеки для дітей у Global NCAP у 2024 році (на основі Latin NCAP 2016).